# Agresión tierna

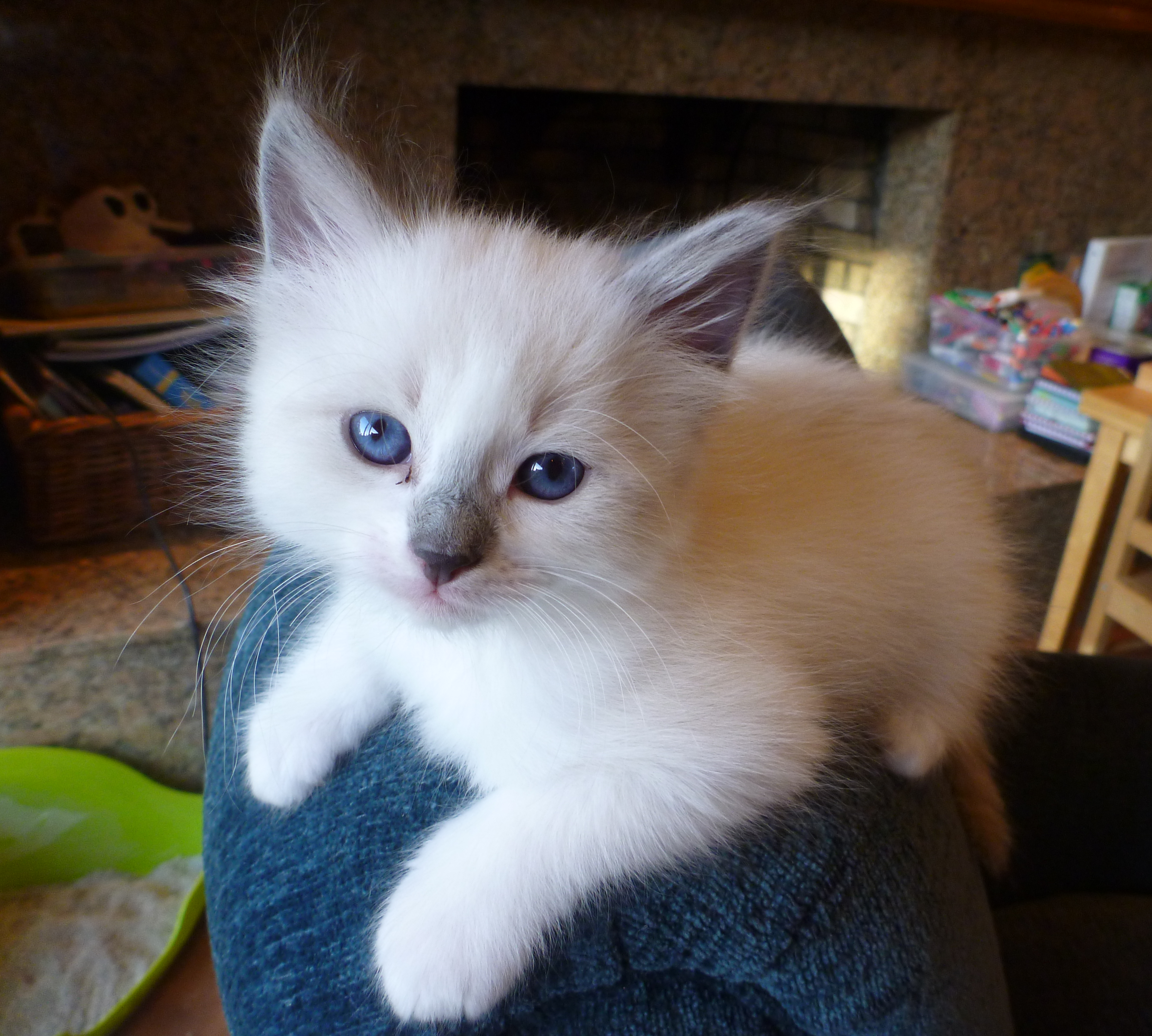
Estímulos como la imagen de arriba pueden provocar tendencias superficialmente agresivas mediadas por control hormonal.

La agresión tierna o agresión linda se refiere al impulso transitorio de apretar, estrujar o morder cosas percibidas por el sujeto como lindas o monas sin un deseo real de causar daño. Es un tipo común de exhibición dimorfa, donde una persona experimenta expresiones positivas y negativas simultáneamente de manera desorganizada. Las personas que experimentan la agresión tierna a menudo lo hacen apretando la mandíbula o los puños, bajo una necesidad de aplastar, pellizcar o morder a otro humano, animal u objeto que perciben como tierno o adorable.

## Terminología
La psicóloga social Oriana Aragón y su equipo definieron el fenómeno de la agresión tierna en su artículo de investigación publicado en 2015. También se refirieron a estas experiencias con el término alternativo «agresión lúdica», definiéndola de la siguiente manera:
«La agresión lúdica se refiere a expresiones que las personas muestran a veces cuando interactúan con los bebés. Ante este estímulo, a veces decimos ciertas cosas que nos hacen parecer más enfadados que felices, a pesar de no encontrarnos realmente en este estado de ira. Por ejemplo, algunas personas aprietan los dientes, aprietan las manos, pellizcan mejillas o dicen cosas como «¡quiero comerte!». Sería difícil preguntar sobre todos los posibles comportamientos de agresión lúdica, por lo que generalmente preguntamos sobre cosas similares a esta, llamándolas agresiones lúdicas.» 

## En otros idiomas
El concepto de agresión tierna se refleja en varios términos en muchos idiomas.
En inglés se le dice cute aggression o playful aggression. La palabra gigil en tagalo describe un sentimiento abrumador de alegría en referencia a una interacción con algo lindo, la connotación de esta voz incluye el sentir ganas de estrujarlo. La palabra indonesia gemas describe la sensación de querer ahogar algo lindo. Gigil y gemas tienen significados alternativos de expresar frustración e ira severa hacia algo. La palabra germam en malayo también es polisémica, con significados asociados con la expresión de una ira de amor-odio hacia algo lindo, evocando impulsos de apretarlo afectuosamente; aunque también describe un sentimiento de insatisfacción. Man Khiaao o มัน-เคี่ยว en tailandés, es una expresión que significa que un individuo quiere «comerse algo» por ser «muy lindo», y se usa en relación con personas o animales. El verbo man se traduce directamente como «disfrutar» y khiaao se traduce como «colmillo» o «canino». El concepto de agresión linda también existe para los nativos de las Islas Marianne llamados Chamorros. Su lengua vernácula chamorro contiene el término ma'goddai. Esto describe los fuertes sentimientos que uno tiene al admirar la apariencia poki (agradablemente gordita) de alguien, lo que provoca la necesidad de pellizcar, apretar o asfixiar a la persona con besos. En España y algunos países latinoamericanos, la frase «ese gatito me da cosa» se usa a menudo para expresar sentimientos de agresión tierna. La presencia de la agresión tierna es evidente en la variedad de idiomas a nivel mundial que incorporan expresiones relacionadas con este fenómeno.

## Respuesta neurológica

### Estructura del cerebro

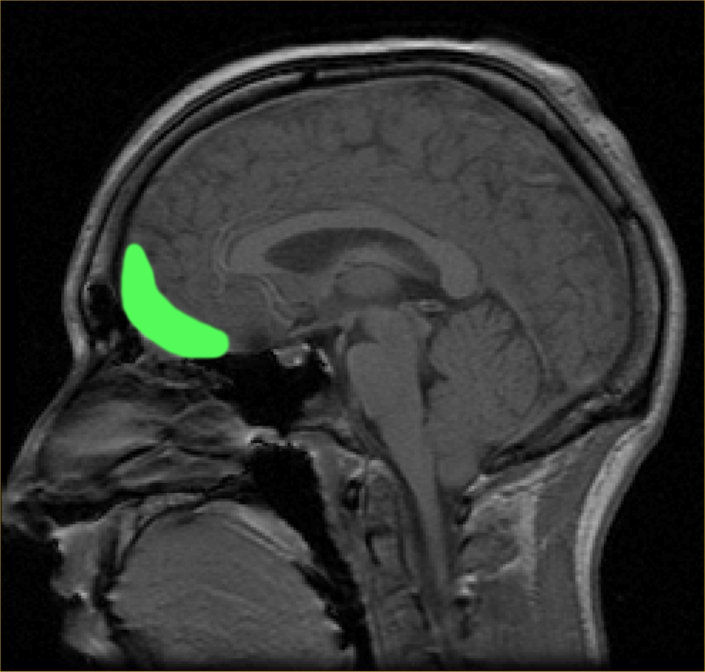
Imagen de un corte sagital de una resonancia magnética que muestra la corteza orbitofrontal ubicada en el cerebro (en verde)

Al encontrar algo que el ser humano puede considerar «lindo» o «tierno», aumenta la actividad de la corteza orbitofrontal (el área asociada con la emoción y el placer) ubicada en la parte frontal del cerebro. A través de  neuroimagen, se encontró que la corteza orbitofrontal en adultos se activaba en un séptimo de segundo después de ver la cara de un bebé. Esto nos permite comprender cómo los bebés atraen nuestra atención para suscitar cuidado y protección desde el momento en que nacen. La investigación, que utilizó EEG, descubrió que las áreas del cerebro encargas de gestionar tanto las emociones como las recompensas se activaban cuando los participantes veían imágenes de animales bebés.

### Hormonas

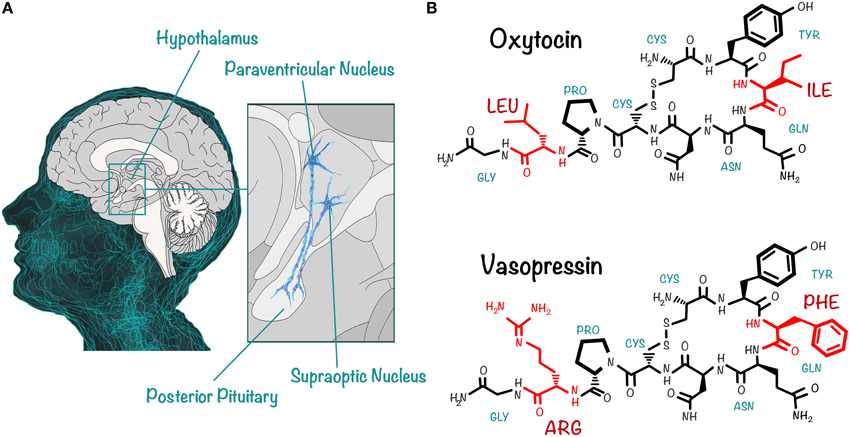
Se ha demostrado que los neuropéptidos hipofisarios oxitocina y vasopresina afectan a los procesos sociales en los mamíferos.

La interacción entre las neurohormonas oxitocina y vasopresina ofrece explicaciones aproximadas de por qué los estímulos tiernos pueden provocar respuestas contradictorias de afecto y agresión. Son moléculas distintas y son componentes evolucionados de un sistema adaptativo que los humanos tienen para el apego a largo plazo.
Explicación 1
La hormona oxitocina se produce en el hipotálamo del cerebro, y la glándula pituitaria la libera al torrente sanguíneo durante el parto, las relaciones sexuales, la lactancia y el ejercicio. Las vías de la oxitocina se activan al ver algo lindo y el aumento repentinos de estos neuropéptidos contribuye a generar sentimientos de afecto. La vasopresina se produce en el hipotálamo y se libera desde la hipófisis posterior en el cerebro. Cuando esto ocurre, anima al individuo a proteger y defender lo que se considera vulnerable. Por ejemplo, muchas hembras de mamíferos, como las osas grizzly, mostrarán un comportamiento agresivo para proteger a sus crías.

#### Interacción
La oxitocina está presente en ambos sexos y es más dominante en mujeres. Los hombres son más sensibles a los efectos de la vasopresina debido a que sus acciones están asociadas con las hormonas testosterona y estrógeno. La oxitocina provoca vínculos sociales y la vasopresina produce sentimientos de deseo de proteger. Cuando se nos presenta algo que podemos considerar tierno, se liberan oxitocina y vasopresina junto a muchas otras hormonas, lo que nos anima a cuidarlo y nutrirlo. Sin embargo, también nos prepara para luchar por ello, lo que puede explicar la manifestación dimorfa de emociones contradictorias.
Explicación 2
La agresión tierna se experimenta porque se activan partes del cerebro correspondientes a las emociones y recompensas, lo que esencialmente puede sobrecargar las facultades mentales de un individuo. Para compensar, el cuerpo desarrolla una respuesta agresiva, que puede frenar algunas de las respuestas abrumadoramente positivas. Esta respuesta desencadena un impulso de apretar a la linda persona o cosa en cuestión, o algún otro comportamiento agresivo similar, como morder.

## Explicación evolutiva
La explicación evolutiva sugiere que esta respuesta aparentemente paradójica puede haber proporcionado ventajas adaptativas en los ancestros humanos, ayudando en el cuidado y protección de la descendencia vulnerable.
Como especie, los humanos dependen en gran medida del cuidado de sus padres para que sus descendientes sobrevivan. El homo sapiens tiene tasas reproductivas bajas en comparación con otras especies, lo que amplifica la importancia del cuidado de los padres para la supervivencia de sus pocos descendientes.
Los rasgos infantiles como ojos grandes, caras redondas y tamaño pequeño evocan percepciones de ternura y desencadenan nuestros instintos innatos de cuidado. El psicoanalista John Bowlby (1907-1990) en su Teoría evolutiva del apego sugiere que los bebés están preprogramados para provocar apegos de sus cuidadores para aumentar sus posibilidades de supervivencia. En este trabajo también explicó cómo los bebés utilizan liberadores sociales como sonreír, llorar y hacer contacto visual para atraer la atención de los cuidadores.
La respuesta biológica de la oxitocina vincula a los adultos con los bebés y la vasopresina se asocia de alguna manera con sentimientos agresivos. La agresión tierna, expresada a través de una voluntad morder, apretar y placar, está relacionada con la intersección de respuestas emocionales y centros de recompensa. Algunos han postulado que este impulso tiene un propósito evolutivo; si uno mira continuamente a sus hijos, asombrado por lo adorables que son y al mismo tiempo fuera negligente con el entorno inmediato, sus hijos podrían ser atacados por un animal salvaje en las cercanías sin que usted se dé cuenta y sufrir daño: por lo que se justifica que el sentimiento de ternura vaya acompañado de una reacción de lucha parcial.
Estos comportamientos considerados socialmente como «lindos» resaltan la vulnerabilidad del niño a la que los adultos son receptivos. La misma adoración que nos vemos obligados a sentir por nuestras crías puede transmitirse a otros animales con rasgos fisiológicos similares que requieren cuidados, como los cachorros y los gatitos.

## Apoyo a la investigación

### Reacciones psicológicas
Un estudio realizado en 2015 buscó explicar si la agresión linda como expresión dimorfa sirve como mecanismo regulador durante experiencias emocionales abrumadoras. Describen cómo las expresiones dimorfas de emoción presentan el patrón distintivo de un evento estímulo, una evaluación, una experiencia emocional pero dos conductas expresivas. Los resultados de su encuesta a 143 participantes encontraron que bebés más infantiles recibieron evaluaciones positivas más altas (M=66,88) que bebés menos infantiles (M=56,68). Los participantes describieron sentirse más abrumados con sentimientos positivos hacia los bebés más infantiles (M=42,74) y a la vez expresaban impulsos más agresivos hacia ellos en comparación con los bebés menos infantiles (M=33,35).

### Reacciones fisiológicas
Un estudio más reciente publicado en 2018 utilizó electroencefalografía (EEG) para investigar la actividad cerebral durante experiencias de agresión tierna. Cincuenta y cuatro participantes calificaron sus reacciones a las imágenes de animales bebés comparándolas con las de animales adultos. Se otorgaron calificaciones más altas después de ver crías de animales, y el análisis EEG encontró que en el componente N200, las respuestas emocionales alcanzaron su punto máximo alrededor de 200 ms después del inicio del estímulo. Los participantes que demostraron niveles más altos de agresión linda también mostraron una respuesta de procesamiento de recompensa más fuerte en el sistema mesolímbico. La participación del procesamiento emocional y de recompensa en el cerebro permite comprender los mecanismos subyacentes de la linda agresión.

## Citas
1. ↑  «Agresión tierna: por qué mordemos a las personas que queremos». Diario ABC. 25 de enero de 2024. Consultado el 29 de junio de 2024.
2. ↑  Love, Shayla (10 de diciembre de 2018). «'La agresión linda' es el deseo de estrujar cosas adorables». Vice. Consultado el 29 de junio de 2024.
3. ↑  Aragón, Oriana R.; Clark, Margaret S.; Dyer, Rebecca L.; Bargh, John A. (27 de enero de 2015). «Dimorphous Expressions of Positive Emotion: Displays of Both Care and Aggression in Response to Cute Stimuli». Psychological Science 26 (3): 259-273. ISSN 0956-7976. PMID 25626441. doi:10.1177/0956797614561044.
4. 1 2  «Cute aggression: why you might want to squash every adorable thing you see». UNSW Sites (en inglés). Consultado el 15 de abril de 2024.
5. 1 2  Aragón, Oriana R.; Clark, Margaret S.; Dyer, Rebecca L.; Bargh, John A. (March 2015). «Dimorphous Expressions of Positive Emotion: Displays of Both Care and Aggression in Response to Cute Stimuli». Psychological Science (en inglés) 26 (3): 259-273. ISSN 0956-7976. PMID 25626441. doi:10.1177/0956797614561044.
6. 1 2 3 4  Stavropoulos, Katherine K. M.; Alba, Laura A. (4 de diciembre de 2018). «"It's so Cute I Could Crush It!": Understanding Neural Mechanisms of Cute Aggression». Frontiers in Behavioral Neuroscience 12: 300. ISSN 1662-5153. PMC 6288201. PMID 30564109. doi:10.3389/fnbeh.2018.00300.
7. ↑  «An untranslatable word for pure joy». www.bbc.com. Consultado el 15 de abril de 2024.
8. ↑  «What is the English word for Indonesian word "gemas"?». English Language Learners Stack Exchange (en inglés). Consultado el 15 de abril de 2024.
9. ↑  «What does "geram" mean?». Glarity (en inglés). Consultado el 15 de abril de 2024.
10. ↑  «thai-language.com - มันเขี้ยว». www.thai-language.com. Consultado el 15 de abril de 2024.
11. ↑  «Ma'goddai: Strong Urge - Guampedia». www.guampedia.com (en inglés estadounidense). 28 de noviembre de 2009. Consultado el 15 de abril de 2024.
12. 1 2  «How cute things hijack our brains and drive behaviour | University of Oxford». www.ox.ac.uk. Consultado el 15 de abril de 2024.
13. ↑  Baribeau, Danielle A.; Anagnostou, Evdokia (24 de septiembre de 2015). «Oxytocin and vasopressin: linking pituitary neuropeptides and their receptors to social neurocircuits». Frontiers in Neuroscience 9: 335. ISSN 1662-453X. PMC 4585313. PMID 26441508. doi:10.3389/fnins.2015.00335.
14. 1 2 3  CosmicShambles (8 de marzo de 2023). «Why Do We Experience 'Cute Aggression'? - Dean Burnett». The Cosmic Shambles Network (en inglés británico). Consultado el 15 de abril de 2024.
15. 1 2  Carter, C. Sue (22 de diciembre de 2017). «The Oxytocin–Vasopressin Pathway in the Context of Love and Fear». Frontiers in Endocrinology 8: 356. ISSN 1664-2392. PMC 5743651. PMID 29312146. doi:10.3389/fendo.2017.00356.
16. ↑  SITNFlash (14 de febrero de 2017). «Love, Actually: The science behind lust, attraction, and companionship». Science in the News (en inglés estadounidense). Consultado el 15 de abril de 2024.
17. ↑  «Oxytocin: The love hormone». Harvard Health (en inglés). 20 de julio de 2021. Consultado el 15 de abril de 2024.
18. ↑  «What If I Get Between a Black Bear Mother and Her Cubs?». North American Bear Center (en inglés). Consultado el 15 de abril de 2024.
19. ↑  Hamilton, Jon (31 de diciembre de 2018). «When Too Cute Is Too Much, The Brain Can Get Aggressive». NPR.
20. ↑  Glocker, Melanie L.; Langleben, Daniel D.; Ruparel, Kosha; Loughead, James W.; Gur, Ruben C.; Sachser, Norbert (March 2009). «Baby Schema in Infant Faces Induces Cuteness Perception and Motivation for Caretaking in Adults». Ethology (en inglés) 115 (3): 257-263. Bibcode:2009Ethol.115..257G. ISSN 0179-1613. PMC 3260535. PMID 22267884. doi:10.1111/j.1439-0310.2008.01603.x.
21. 1 2  «John Bowlby's Attachment Theory» (en inglés estadounidense). 24 de enero de 2024. Consultado el 15 de abril de 2024.
22. ↑  Mind Diagnostics (27 de octubre de 2020). «The Mystery of Cute Aggression Explained». mind-diagnostics.org.

- Datos: Q25561280